# Solopgang (film)
|  | Denne artikel er oprettet af botten Steenthbot ud fra en ekstern database. Den kan derfor have sproglige fejl eller mangler. Denne skabelon kan fjernes efter kontrol af indholdet. |

Solopgang er en dansk kortfilm fra 2005 instrueret af Nikolaj B. Feifer efter eget manuskript.

## Handling
Karen, en lille forældreløs pige, bliver anbragt på et børnehjem, da hendes bror dør. Men på børnehjemmet nægter hun at acceptere sit tab, og begynder i stedet at fantasere om en skærsildsverden, hvor broderen befinder sig og kæmper sig tilbage mod livet. En verden der åbnes hver nat, når Karen fortæller små stykker af den utrolige historie til børnehjemmets nattevagt, der hurtigt bliver hendes eneste ven.

## Medvirkende
- Amanda Hansen, Karen
- Jakob Cedergren, Anders
- Charlotte Munck, Charlotte
- Anders Lund Madsen, Victor
- Jens Okking, Aron
- Elsebeth Steentoft, Hun-djævelen
- Mads Koudal, Receptionisten
- Lise Stegger, Lærerinde
- Kim Sønderholm, Lejemorder i drøm
- Nikolaj Gregersen, Lejemorder i drøm
- David Schack Trappaud, Lejemorder i drøm
- Tine Grauengaard, Pædagog
- Mads Mazanti, Pædagog
- Michael Martini, Psykolog
- Cecilie Munkholm, Camilla
- Laura Helene Rasmussen, Louise
- Claudia Sieglinde, Vagtdame